# 乾孝
乾 孝（いぬい たかし、1911年8月19日 - 1994年2月27日）は、日本の心理学者、法政大学名誉教授。専門は発達心理学。

## 略歴
東京で乾政彦の子として生まれる。1935年法政大学法文学部哲学科心理学専攻卒。城戸幡太郎に師事。助手、助教授をへて1946年教授、1976年定年、名誉教授。1947年民主主義科学者協会（民科）の哲学部会に参加、のちに人間科学部会、さらに心理学部会の結成に参加し、その中心となって活動。一方、1953年東京保育問題研究会の結成に関与した。児童文化問題にも造詣が深く、人形劇の創作や実践も行い、育児などに関して多くの一般書を書いた。
な日本応用心理学会名誉会員・日本社会心理学会名誉会員。

## エピソード
1960年代の学生運動高揚期に、乾は過激な新左翼の学生たちの吊し上げにあった。その際、「もう少し話し合おう」と乾が言うと、学生たちは「俺たちは（乾の言う）『民主的な話し合い』に慣れていない」と言って、拒んだと言う。

## 著書
- 『現代の心理学』巌松堂書店 1948
- 『子供の見方』印刷局 1948 女性新書
- 『無意識の心理学 精神分析学その後の展開』解放社 1948
- 『心理学序章』磯部書房 1951 智慧の実教室
- 『日本は狂っている 戦後異常心理の分析』同光社磯部書房 1953
- 『児童心理学』新評論社 1954
- 『青春の心理』1954 要選書
- 『心理学』博文社 1956
- 『女からの解放 男性白書』光文社カッパブックス 1958
- 『暮しの中の心理学』光書房 1959
- 『人間の心・社会人の心理』郵政弘済会 1959 教養の書
- 『マスコミ時代と芸術 "伝え"の心理学』理論社 1960
- 『児童心理学入門』新評論 1961 女教師双書
- 『ボクの夫婦研究』講談社ミリオンブックス 1961
- 『おかあさん心理学』冨山房 1962
- 『子供からの解放』婦人画報社 1963 Pearl books
- 『テレビのある茶の間の心理学』あすなろ書房 1963
- 『職場における相互理解の心理学』産業教育センター 1964 HRブックス
- 『すばらしき人間像のために 愛情と規律のしつけ』童心社 1965
- 『テレビっ子のしつけ テレビのある茶の間の心理学』あすなろ書房 1965
- 『反抗期といわれる中学生の心理 今日の中学生を理解するために』あすなろ書房 1966
- 『私の中の私たち 認識と行動の弁証法』いかだ社 1970
- 『乾孝幼児教育論集』風媒社 1972
- 『伝え合い保育・乾孝論集』新読書社 1972
- 『子どもたちと芸術をめぐって』いかだ社 1973
- 『表現・発達・伝えあい 内なる仲間から未知なる仲間へ』いかだ社 1975
- 『ある幼年 心理学者の自伝的試み』いかだ社 1976
- 『保育の科学 知っておきたい幼児教育の基本』草土文化 1978
- 『みえない私たちとの出会い 青年のための心理学』大月書店 1978
- 『子どもは親をえらべない あらたな母性の出発』教育史料出版会 1980 母と子選書
- 『生活のなかの心理学』1981 朝日選書
- 『伝えあい保育の構造 未来の主権者を育てる保育』いかだ社 1981
- 『子どもを伸ばすほめ方・叱り方10則』サンマーク出版 1983 のち文庫
- 『伝えあい心理学入門 人格の生涯発達をめざして』いかだ社 1983
- 『女からの解放 男性白書』新読書社 1985
- 『信頼の構造』思想の科学社 1986
- 『ある戦後 心理学者の自伝的回想』思想の科学社 1987
- 『ある青年 心理学者の自伝的回想』思想の科学社 1989
- 『子どもと楽しくつきあう法 子育てをめぐって 親と教師のための本』童心社 1989
- 『ある少年 心理学者の自伝的回想』思想の科学社 1990
- 『ある老年』思想の科学社 1992
- 『社会主義者の心理学』新読書社 1993
- 『児童観の歴史』久山社 1997 日本<子どもの歴史>叢書

## 共編著
- 『靑年心理學 文部省認可・通信教育』鈴木幹人共著 法政大學通信教育部 1950
- 『一般心理学』世良正利共著 巌松堂書店 1951
- 『保育のための児童心理学』天野章共著 博文社 1953
- 『よい子にするために 子どもの幸福を守る相談』今井誉次郎,早川元二共著 厚文社 1954
- 『高校生に関する100の質問』戸川行男,望月衛共編 中央公論社 1957
- 『心理学』高木正孝共著 青木書店 1957 現代哲学全書
- 『子どもの才能を伸ばす父親の条件母親の条件』宮原誠一共著 知性社 1958
- 『にっぽんの歌』渋谷修共編著 淡路書房新社 1960
- 『伝えあいの心理学』法政大学心理学研究者集団著 乾編 法政大学出版局 1962 教養新書
- 『ね、おはなしよんで』与田凖一,川崎大治共編 童心社 1962-63
- 『子どもに読ませたい50の本』筒井敬介共編 1963 三一新書
- 『新しい世界の伝記 8.世界の文化をすすめた人々』編 学習研究社 1965
- 『形象コミュニケーション 視覚伝達の基礎理論』釜萢和子共著 誠信書房 1965
- 『才能をのばす教育 個性をどう育てるか』編著 太平出版社 1969 子どもと家庭教育シリーズ
- 『戦後史・日本人の意識 法政大学心理学研究会の調査記録』編著 理論社 1971 たいまつ双書
- 『おもしろい心理学 錯覚と盲点のトリック』編著 ベストセラーズ 1974 のちワニ文庫
- 『心理学』中川作一,亀谷純雄共著 文化書房博文社 1976
- 『人形劇の出発 社会人人形劇サークルつくし座30年の経験から』編 人形劇サークルつくし座著 1979 いかだ社

## 論文
- 「書相学に就いての実験的批判」『心理学研究』 第11巻 1輯 1936
- 「書相学に関する実験報告」『教育心理研究』 第11巻 3輯 1936
- 「表情理解の時間的構造」『心理学研究』 第12巻 5輯 1937
- 「映画の心理学的研究」『科学ペン』 1940年 5月号
- 「子供のための映画について-児童観客調査中間報告」『教育と映画』 第1輯 (1941年 5月)
- 「新しい心理学のために」『歴史』 史学社 1947
- 「唯物論心理学の確立のために」『理論』 第7号 1947
- 「心理部会の出発にあたって」『科学者』 (1948. 11.)
- 「個人差・類型・性格」『唯物論研究』 第5号 1949
- 「調査報告-日本破れたれど」『映画教室』 (1949年 11月)
- 「戦後の混乱と子供たちの『道徳心』」『児童心理』 第4巻 8号 1950
- 「青年期の心理と精神分析」『青年心理』 第2号 1950
- 「現代の青年」『心理学講座 3. 発達心理』 中山書店 1953
- 「視聴覚教育と綴方教室」『視聴覚教育』 第7巻 7号 1953
- 「マカレンコをめぐって」 国土社 『教育』 第23号 1953
- 「心理学者として」 保育問題研究会 『保育問題』 創刊号 1954.2
- 中川作一と共著 『心理学の動向』 『理論』 第23号 1954
- 「作文の発達心理」『作文教育の理論』 河出書房 1954
- 「現代の心理学」『現代哲学講座 4. 科学と哲学』 1956
- 「心の発達と表現」 周郷博編 『美術教育入門』 河出書房 1956
- 「保育の心理と生理」『保育問題研究』 第14号 - 15号 1956
- 「お互いの実践をみんなで話し合うこと」『保育問題研究』 第29号 1958
- 「心理学の効用 (1)(2)(3)」『幼児と保育』 第4巻 1号 - 3号 1958
- 「保育者の自覚と責任」『保育問題研究』 第37号 1958
- 「パブロフ学派の言語学説」『ことばの心理』 宝文館 1959
- 「コトバと認識 (1)(2)」百合出版 『作文と教育』 1960年 5月号 - 6月号
- 「筆跡と性格」『性格心理学講座 性格診断の技術』 金子書房 1960
- 「観相学」『性格心理学講座 1. 性格の理論』 金子書房 1961
- 「話し合い保育の問題点」『保育問題研究』 第71号 1961
- 「現代象徴論」『思想の科学』 1961年 1月号
- 「認識とことばと表現」『学習心理』 1961年 8月号
- 「集団主義教育のまなび方」『ソビエト教育科学』 第2号 1962
- 「心理学の歴史」 波多野完治ほか編 『現代心理学ハンドブック』 学芸書房 1962
- 「保育における『伝えあい』の理論」『季刊保育問題研究』 第1号 1962
- 「日本人のコミュニケーション」『年報社会心理学』 第3号 1962
- 「発達観と生活綴方」『講座生活綴方 5』 百合出版 1963
- 「保育者同士の伝えあい」『保育問題研究』 第92号 1963
- 「幼児における伝えあいと集団」『季刊保育問題研究』 第4号 1963
- 「”伝え”としての芸術活動」『唯物論的研究』 第14号 1963
- 「幼児の認識過程」『生活教育』 1963年 12月号
- 「戦後保問研を考える」『保育問題研究』 第100号 1963
- 「ザポロージェツ論文を読んで」『ソビエト教育科学』 第15号 1964
- 「現代の社会心理学の歴史的考察」『理想』 第373号 1964
- 「言語と映像」『人間の科学』 1964年 8月号
- 「家庭教育と集団主義」 宮坂哲文編 『集団主義教育の本質』 明治図書出版 1964
- 「形象コミュニケーションと児童画」 誠信書房 『サイコロジスト』 1964年 12月号
- 「『伝えあい』についての伝えあい不足」『保育問題研究』 第120号
- 「情操教育に必要なものは何か」『幼児と保育』 第11巻 10号 1965
- 「パブロフの研究とその方法」 ひかりのくに 『保育』 1966年 1月号 - 3月号
- 「日本文化のなかの精神分析」『思想の科学』 1966年 3月号*「足りなかった『伝えあい』の構え」『保育問題研究』 第132号
- 「現代の子ども観」『婦人教師』 1968年 1月号
- 「〔語りつぐ戦後史〕つきあげられる学風」『思想の科学』 1968年 7月号
- 「創造性」『教育学全集 9. 芸術と情操』 小学館 1968
- 「現代の文化と教育」『現代教育研究 6』 日本標準テスト研究会 1969
- 「教育 (保育) 教材としての絵本」『保育』 1969年 1月号
- 「実践記録を理論的に高めるために」 大場牧夫編 『保育の実践と理論』 ひかりのくに 1969
- 「幼児教育におけるフロイト主義の問題点」『思想』 第542号 1969
- 「年齢のワクをこえた仲間づくり」第15巻 7号 1969
- 「伝え合い保育の歴史とその保育観」『季刊保育問題研究』 第30号 1970
- 「幼児にとって”美”とはなにか」芸術研究所 『研究紀要』 1970
- 「子ども像25年」『子ども白書 1970年版』 1970
- 「表現活動の全面発達における位置づけ」『季刊保育問題研究』 第52号 1975
- 「映像認識の発達と社会意識・行動の変容」『科学と思想』 1976年 1月号
- 「日本の保育の流れと伝えあい保育」『幼児の美と道徳の教育』 新読書社 1977
- 「君の中に情勢をとらえる」『学習の友』 1977年 4月号
- 「集団保育論」『保育学の進歩』 フレーベル館 1977
- 「戦後社会の変動と子ども像」『児童問題研究』 第11号 1977
- 「子どもたちを引きさく者への抵抗を」『保育問題研究』 第264号 1977
- 「伝えあいの思想と方法」『作文と教育』 1979年 5月号
- 「保育科学と実践記録」『季刊保育問題研究』 第72号 1980
- 「保育実践と心理学研究」 草土文化 『保育の研究』 創刊号 1980
- 「保育問題と女性問題」『保育問題研究』 第304号 1981
- 「蓼食う虫の触覚」『思想の科学』 1981年 1月号
- 「芸術教育をめぐって」『季刊保育問題研究』 第77号 1981
- 「幼年期の唯物論心理学」『法政大学教養部紀要』 第43号 1982
- 「未来の主権者をつくる保育とは何か」『科学と思想』 第44号 1982
- 「唯物論心理学の幼年期」『季刊保育問題研究』 第80号 1982
- 「戦争の残した傷跡」『思想の科学』 第21巻 1982
- 「保育実践と子ども像」『教育評論』 第424号 1982
- 「第一期保問研から第二期保問研へ-日本の民間保育研究運動と城戸幡太郎-」『城戸幡太郎と現代の保育研究-城戸幡太郎卒寿記念出版』 ささら出版 1984
- 「伝えあい保育について今、考えていること」『保育問題研究』 第351号 1984
- 「現代の保育研究へ受け継ぐべきこと」『子ども文化』 第17巻 1号 1985
- 「幻の『法政心理学科』」『法政』 第13巻 1号 1986
- 「乾孝から見た現代心理学の課題」『心理科学』 第16巻 1号 1994

## 参考
- デジタル版日本人名大辞典:
- 吉村浩一, 近藤智嗣「乾孝が目指した映像論文「心理学」 : ビデオ作品『知覚』を中心に」『法政大学文学部紀要』第50号、法政大学文学部、2004年、63-86頁、doi:10.15002/00004003、ISSN 0441-2486、NAID 110004476000。
- 『日本心理学者事典』クレス出版、2003年。ISBN 4-87733-171-9。